# Broadcasting Satellite System Corporation
A Broadcasting Satellite System Corporation (B-SAT) é uma corporação japonesa estabelecida em 13 de abril de 1993 para adquirir, gerenciar e alugar transponders em satélites de comunicação. O seu maior acionista, com 49.9% das ações, é a NHK. Em 1994 ela foi ranqueada pela Space News como o 19º maior operador de satélites.

## Satélites
| Satélite | Fabricante                   | Data do lançamento     | Veículo de lançamento | Estado    | Nota                                                           |
| -------- | ---------------------------- | ---------------------- | --------------------- | --------- | -------------------------------------------------------------- |
| BSAT-1a  | Hughes                       | 17 de abril de 1997    | Ariane 44LP           | Inativo   |                                                                |
| BSAT-1b  | Hughes                       | 28 de abril de 1998    | Ariane 44LP           | Inativo   |                                                                |
| BSAT-2a  | Orbital Sciences Corporation | 8 de março de 2001     | Ariane 5G             | Inativo   |                                                                |
| BSAT-2b  | Orbital Sciences Corporation | 12 de julho de 2001    | Ariane 5G             | Fracassou | O satélite foi perdido devido a uma falha do veículo lançador. |
| BSAT-2c  | Orbital Sciences Corporation | 11 de junho de 2003    | Ariane 5G             | Inativo   |                                                                |
| BSAT-3a  | Lockheed Martin              | 14 de agosto de 2007   | Ariane 5 ECA          | Ativo     |                                                                |
| BSAT-3b  | Lockheed Martin              | 28 de outubro de 2010  | Ariane 5 ECA          | Ativo     |                                                                |
| BSAT-3c  | Lockheed Martin              | 6 de agosto de 2011    | Ariane 5 ECA          | Ativo     | Também conhecido por JCSAT-110R                                |
| BSAT-4a  | Space Systems/Loral          | 29 de setembro de 2017 | Ariane 5 ECA          | Ativo     | [ 3 ]                                                          |